# Jeleznovodsk
Jeleznovodsk (en russe : Железноводск) est une ville thermale du kraï de Stavropol, en Russie. Sa population s'élevait à 24 919 habitants en 2020.

## Géographie
Jeleznovodsk est située sur le versant méridional du mont Jeleznaïa, à 130 km — 191 km par la route — au sud-est de Stavropol.

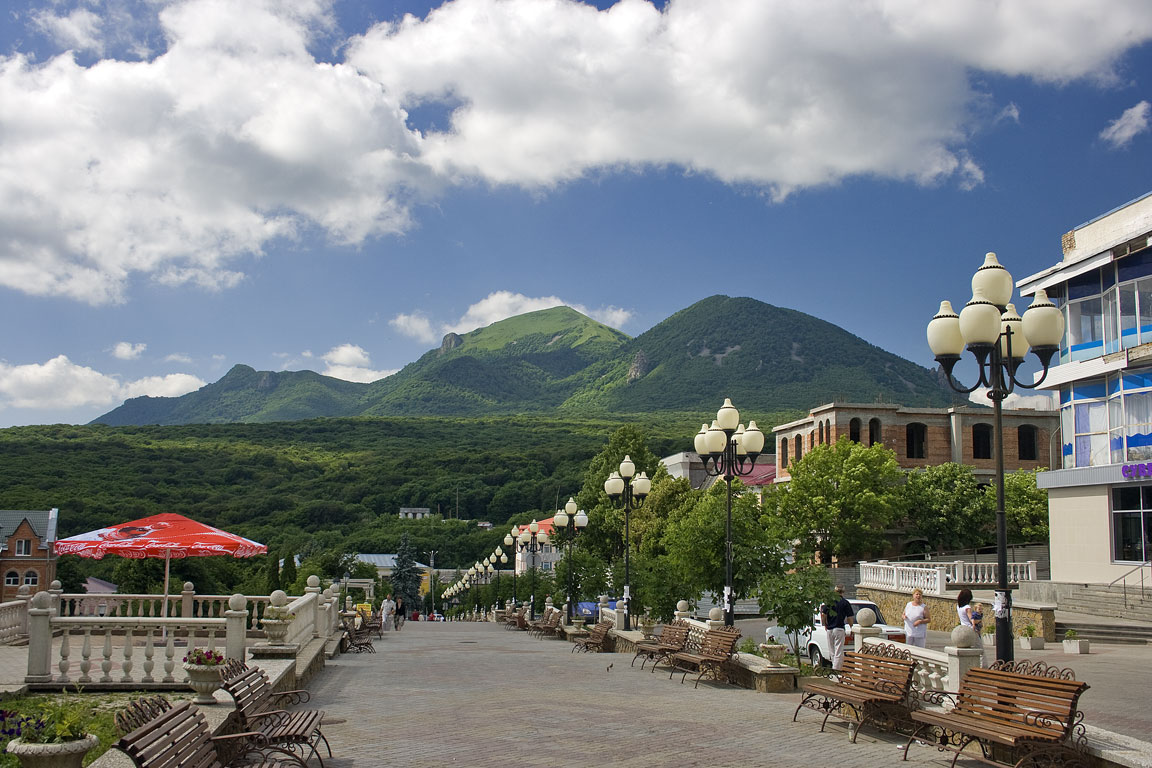
Jeleznovodsk et le mont Jeleznaïa.
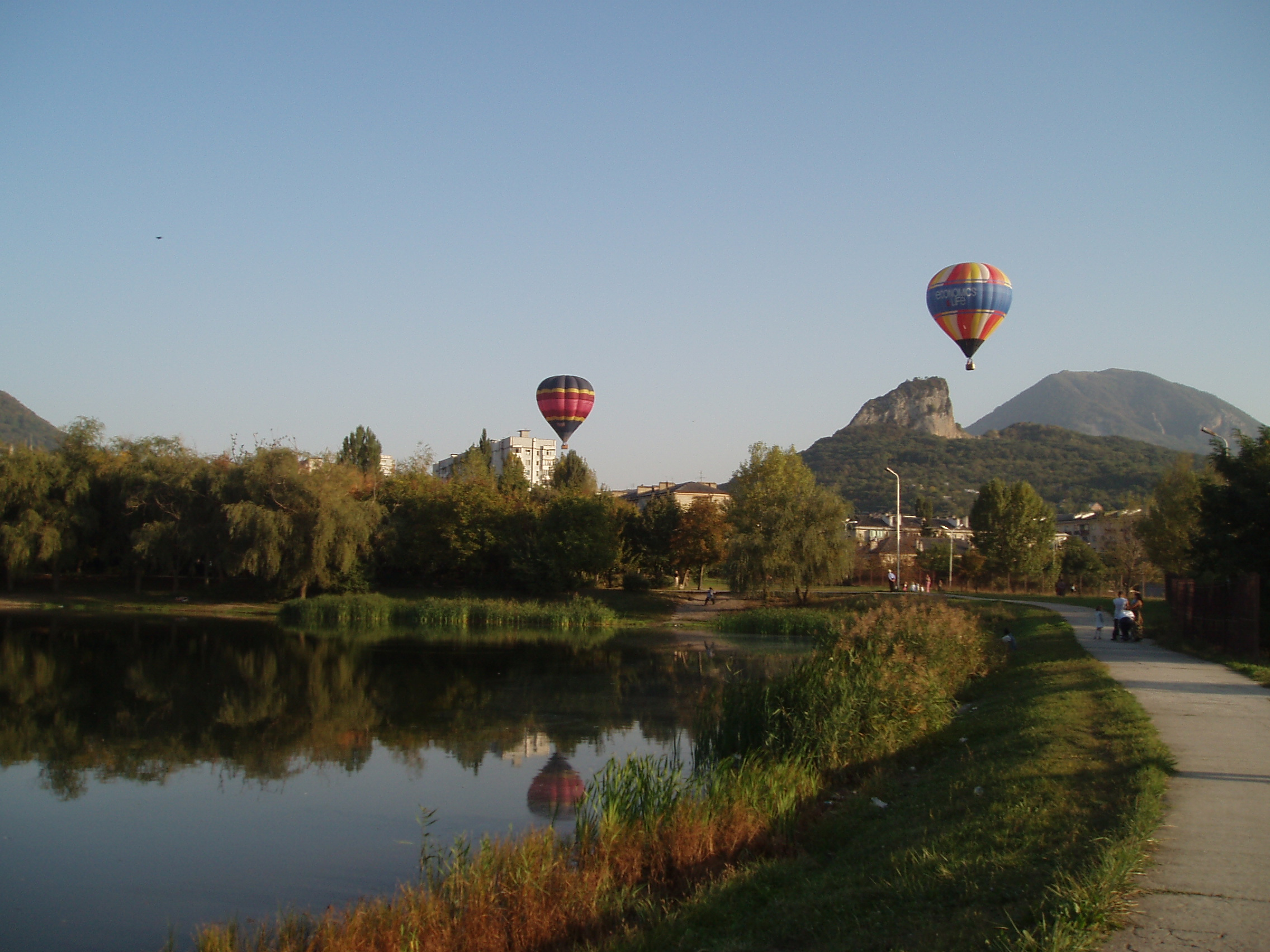
Ballons au-dessus de Jeleznovodsk.

## Tourisme
Le nom se traduit par « eaux ferrugineuses », car les eaux minérales qui émergent de terre à Jeleznovodsk avaient – pensait-on – une haute teneur en fer. Jeleznovodsk, ainsi que Piatigorsk, Iessentouki, Kislovodsk et Mineralnye Vody, fait partie des Eaux minérales du Caucase, une région thermale de Russie. L'économie de la ville repose sur des sanatoriums, où des dizaines de milliers de personnes viennent chaque année de toute la Russie et des anciennes républiques soviétiques se reposer et prévenir ou traiter des affections de l'estomac, des reins et du foie.
Jeleznovodsk est une ville fascinante et d'une exceptionnelle beauté naturelle. Les promenades dans le parc Letchebny, sur les pentes du pittoresque mont Jeleznaïa et du mont Razvalka sont inoubliables.
Au cours des dernières années, Jeleznovodsk est devenu le site de l'International Hot Air Balloon Festival.

## Population
Recensements ou estimations de la population
| 1897* | 1926* | 1939* | 1959*  | 1970*  | 1979*  |
| ----- | ----- | ----- | ------ | ------ | ------ |
| 300   | 1 985 | 7 400 | 11 927 | 18 795 | 23 537 |

| 1989*  | 2002*  | 2010*  | 2012   | 2013   | 2014   |
| ------ | ------ | ------ | ------ | ------ | ------ |
| 28 460 | 25 135 | 24 433 | 24 361 | 24 466 | 24 438 |

| 2015   | 2016   | 2017   | 2018   | 2019   | 2020   |
| ------ | ------ | ------ | ------ | ------ | ------ |
| 24 950 | 25 126 | 25 203 | 24 912 | 24 768 | 24 919 |

## Personnalités
- En 1841, le célèbre poète russe Mikhaïl Lermontov passa la dernière journée de sa vie à Jeleznovodsk, d'où il partit pour son fatal duel sur les pentes du mont Machouk à Piatigorsk.
- Iaroslav Prokhanov (1902-1965), botaniste, y est né.